# Magdalena Gużkowska-Nurkiewicz
Magdalena Gużkowska-Nurkiewicz (ur. 11 lipca 1975 w Lesku) – polska szachistka, mistrzyni międzynarodowa od 2003.

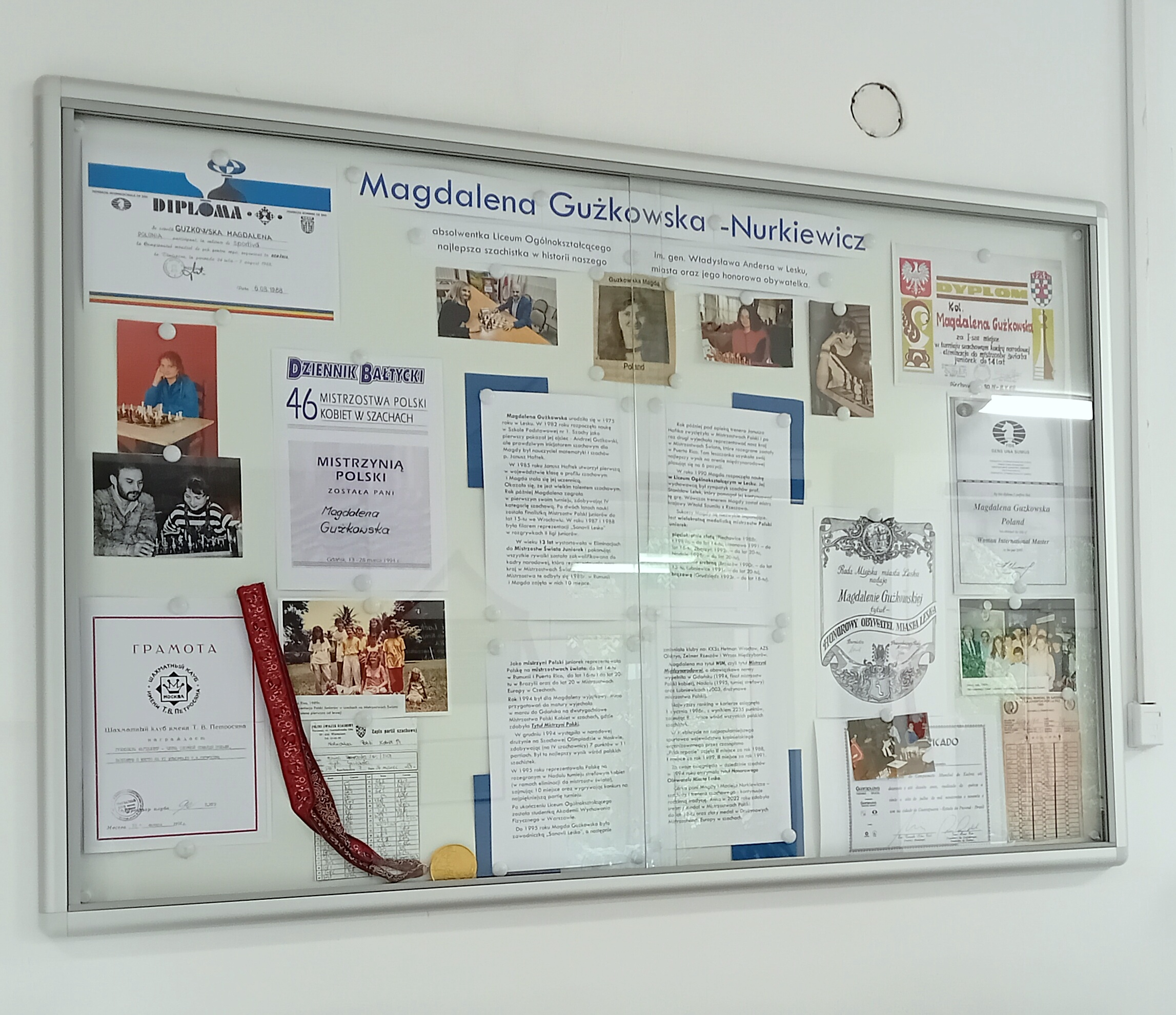
Upamiętnienie Magdaleny Gużkowskiej-Nurkiewicz w leskim LO

## Wykształcenie
W 1994 ukończyła Liceum Ogólnokształcące im. gen. Władysława Andersa w Lesku. W tym samym roku rozpoczęła studia na Akademii Wychowania Fizycznego Józefa Piłsudskiego w Warszawie.

## Kariera szachowa
W wieku juniorskim startowała w barwach klubu Sanovia Lesko, którego była wychowanką. Była trenowana przez Janusza Haftka. Jest wielokrotną medalistką mistrzostw Polski juniorek:
- czterokrotnie złotą (Piechowice 1989 – do 14 lat, Limanowa 1991 – do 16 lat, Zbąszyń 1992 – do 20 lat, Nadole 1995 – do 20 lat),
- dwukrotnie srebrną (Brzozów 1990 – do 15 lat, Lubniewice 1991 – do 20 lat),
- brązową (Grudziądz 1993 – do 18 lat).

Kilka razy reprezentowała Polskę na mistrzostwach świata juniorek, najlepszy rezultat osiągając w 1989 r. w Portoryko, gdzie zajęła VI miejsce w grupie do lat 14. Duże sukcesy osiągnęła w roku 1994: w Gdańsku zwyciężyła w mistrzostwach Polski kobiet oraz wystąpiła w narodowej drużynie na szachowej olimpiadzie w Moskwie, zdobywając (na IV szachownicy) 7 pkt w 11 partiach. W następnym roku reprezentowała Polskę na rozegranym w Nadolu turnieju strefowym (eliminacji mistrzostw świata), zajmując 10. miejsce w stawce 22 zawodniczek (turniej rozegrano systemem szwajcarskim).
1 września 1995 została zawodniczką klubu KKSz Hetman Wrocław. Normy na tytuł mistrzyni międzynarodowej wypełniła w Gdańsku (1994, finał mistrzostw Polski kobiet), Nadolu (1995, turniej strefowy) oraz Lubniewicach (2003, drużynowe mistrzostwa Polski).
Najwyższy ranking w karierze osiągnęła 1 stycznia 1996, z wynikiem 2235 punktów zajmowała wówczas 8. miejsce wśród polskich szachistek.
W Plebiscycie na Najpopularniejszego Sportowca województwa krośnieńskiego organizowanego przez czasopismo „Podkarpacie” zajęła drugie miejsce za rok 1988, pierwsze miejsce za rok 1989, drugie miejsce za rok 1991.
Otrzymała tytuł honorowego obywatelstwa Leska.

## Życie prywatne
Mężem Magdaleny Gużkowskiej jest Maciej Nurkiewicz, trzykrotny medalista mistrzostw Polski juniorów (w latach 1991–1997).